# Abdelkader Bensalah
Abdelkader Bensalah (tiếng Ả Rập: عبد القـادر بن صالح, sinh ngày 24 tháng 11 năm 1941 - mất ngày 22 tháng 9 năm 2021) là một chính trị gia Algeria người đóng vai trò Chủ tịch Hội đồng quốc gia kể từ năm 2002 và là hành động đứng đầu Nhà nước sau khi từ chức của Abdelaziz Bouteflika vào tháng 4 năm 2019. Bensalah sẽ điều hành Algeria trong thời gian 90 ngày, trong đó một cuộc bầu cử tổng thống mới sẽ được tổ chức.

## Tiểu sử
Abdelkader Bensalah chính thức sinh ngày 24 tháng 11 năm 1941 tại Felaoussene, gần với Tlemcen (Algérie thuộc Pháp). Những tin đồn dai dẳng, mà ông thường xuyên phủ nhận, cho rằng ông sinh ra ở Morocco và trở thành công dân Algeria sau Chiến tranh Độc lập Algeria. Sau khi làm việc ở Beirut để chỉ đạo Trung tâm Thông tin và Văn hóa Algeria từ năm 1970 đến 1974, ông trở về Algeria để làm nhà báo tại tờ báo nhà nước El Chaâb trong ba năm, trước khi được bầu làm đại diện cho tỉnh Tlemcen ở 1977. Mười hai năm sau, ông được bổ nhiệm làm Đại sứ tại Ả Rập Saudi, một vị trí ông giữ cho đến năm 1993.
Là thành viên của Hiệp hội Dân chủ Quốc gia (RND), ông là Chủ tịch Hội đồng Chuyển tiếp Quốc gia từ 1994 đến 1997 và của Quốc hội Nhân dân từ 1997 đến 2002.
Kể từ tháng 7 năm 2002, ông giữ chức Chủ tịch Hội đồng Dân tộc, thượng viện của quốc hội. Ông thay thế Abdelaziz Bouteflika cho một số nhiệm vụ của tổng thống, như chào đón các nhà lãnh đạo nước ngoài đến Algeria, trong phần cuối của nhiệm kỳ của cựu Tổng thống. Ông là một đồng minh mạnh mẽ sau này, ủng hộ ứng cử viên thứ năm của ông ngay cả trong các cuộc biểu tình ở Algeria năm 2019.
Theo quy định tại điều 102 của Hiến pháp Algeria, ông trở thành người đứng đầu Nhà nước Algeria vào ngày 9 tháng 4 năm 2019, bảy ngày sau khi Abdelaziz Bouteflika từ chức. Nhiệm kỳ của ông có thể kéo dài tối đa 90 ngày trong khi cuộc bầu cử tổng thống được tổ chức. Theo luật, ông không thể tham gia cuộc bầu cử này.